# Asteroids Hyper 64
Asteroids Hyper 64 és un videojoc llançat per Nintendo 64 el 1999. El joc és una versió de l'antic joc arcade anomenat Asteroids de 1979.